# Apertura Liberal
 Apertura Liberal fue un partido político colombiano fundado el 6 de enero de 1993 en el Departamento de Norte de Santander por Miguel Ángel Flórez Rivera, quien funge desde entonces como su director nacional y representante legal. Luego, apoyado en la Constitución de 1991, recibe por parte del Consejo Nacional Electoral su personería Jurídica el 24 de julio de 1997.
Si bien en el 2010 no logró el umbral para conservar la personería jurídica como partidos de las mayorías políticas, logró la elección de un representante a la cámara por el departamento de Putumayo y otro por el departamento de Casanare. A la luz de la reforma constitucional de 2009 (inciso 1 artículo 2 acto legislativo 1 de 2009) que señala "bastará con haber obtenido representación en el congreso" le permite conservar la personería jurídica como partido de minorías políticas, solcitud que se elevó ante el Consejo Nacional Electoral y está a la espera de respuesta.[¿cuándo?] Para elecciones del 2011 se llegó a un acuerdo con el Partido Mio para la postulación de los militantes de Apertura Liberal; así lo informó Hermán Lozano.[cita requerida]